# Başkent Yıldızları Spor Kulübü
Başkent Yıldızları Spor Kulübü je hokejový klub z Ankary, který hraje Tureckou hokejovou ligu. Klub byl založen roku 1998. Jejich domovským stadionem je Ankara Buz Pisti.

## Úspěchy
Turecká liga ledního hokeje - vítěz 3x (2010, 2011, 2012), semifinále v ročníku 2007/2008